# Saint-Morel
Saint-Morel est une commune française, située dans le département des Ardennes en région Grand Est.

## Géographie
| Sugny             |                       | Savigny-sur-Aisne |
| Mont-Saint-Martin | Saint-Morel           |                   |
| Liry              | Monthois, Challerange | Brécy-Brières     |

### Hydrographie
La commune est dans la région hydrographique « la Seine du confluent de l'Oise (inclus) à l'embouchure » au sein du bassin Seine-Normandie. Elle est drainée par le ruisseau de Jailly, le ruisseau du Moulin de Corbon, le ruisseau de Cerisier, le ruisseau du Fond de la Crayere, le cours d'eau 03 de la commune de Saint-Morel, le cours d'eau 04 de la commune de Saint-Morel et le Fossé 01 de la commune de Savigny-sur-Aisne,.
Le ruisseau de Jailly, d'une longueur de 10 km, prend sa source dans la commune de Liry et se jette  dans l'Aisne à Brécy-Brières, après avoir traversé cinq communes. 

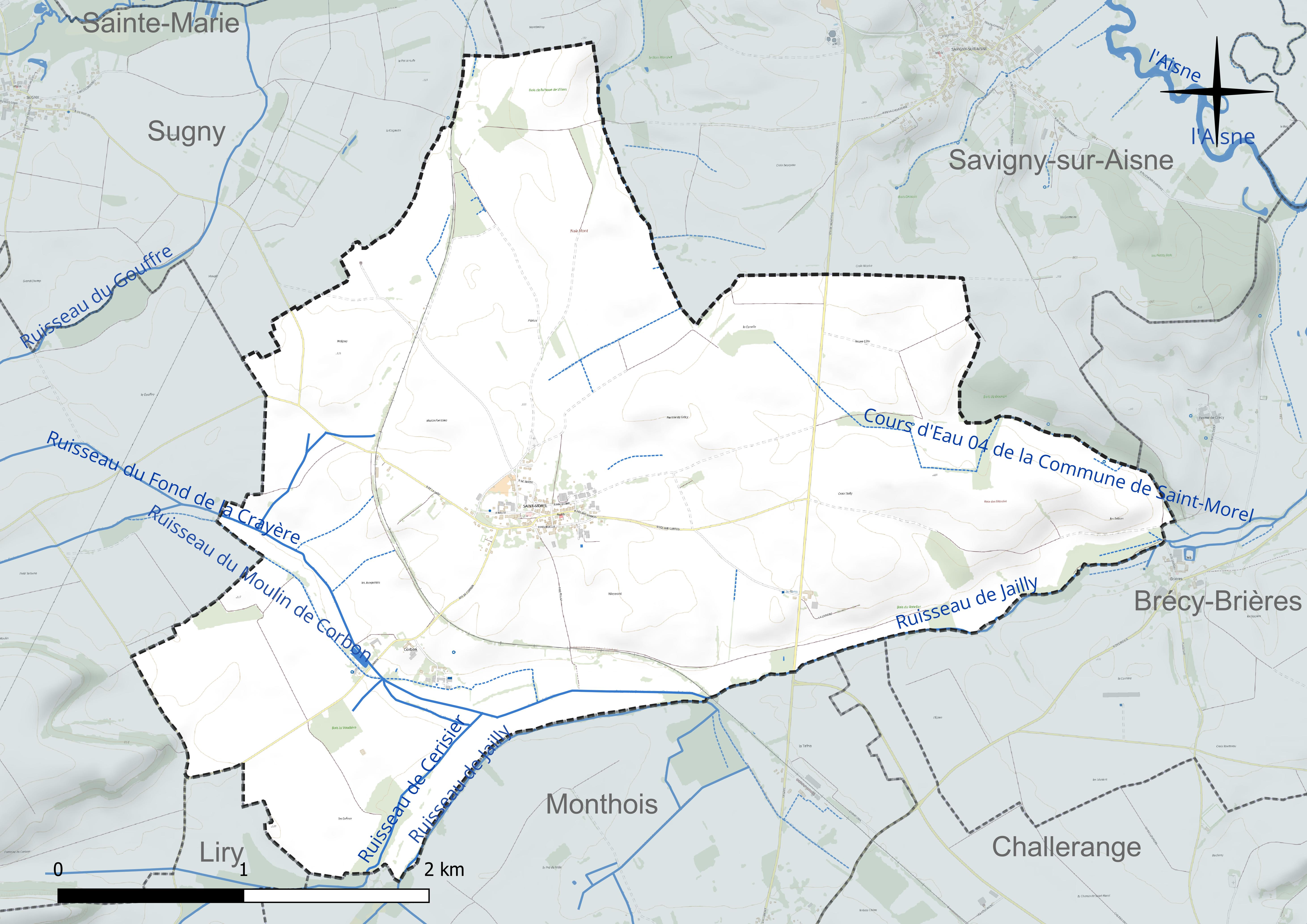
Réseau hydrographique de Saint-Morel.

### Climat
Pour des articles plus généraux, voir Climat du Grand Est et Climat des Ardennes.
En 2010, le climat de la commune est de type climat océanique dégradé des plaines du Centre et du Nord, selon une étude du Centre national de la recherche scientifique s'appuyant sur une série de données couvrant la période 1971-2000. En 2020, Météo-France publie une typologie des climats de la France métropolitaine dans laquelle la commune est exposée à un climat océanique altéré et est dans la région climatique  Nord-est du bassin Parisien, caractérisée par un ensoleillement médiocre, une pluviométrie moyenne régulièrement répartie au cours de l’année et un hiver froid (3 °C). 
Pour la période 1971-2000, la température annuelle moyenne est de 10,1 °C, avec une amplitude thermique annuelle de 15,6 °C. Le cumul annuel moyen de précipitations est de 790 mm, avec 12,6 jours de précipitations en janvier et 8,8 jours en juillet. Pour la période 1991-2020, la température moyenne annuelle observée sur la station météorologique de Météo-France la plus proche, « Montcheutin_sapc », sur la commune de Montcheutin à 11 km à vol d'oiseau, est de 11,0 °C et le cumul annuel moyen de précipitations est de 721,9 mm. 
La température maximale relevée sur cette station est de 41,2 °C, atteinte le 25 juillet 2019 ; la température minimale est de −15,5 °C, atteinte le 20 décembre 2009,,. 
Les paramètres climatiques de la commune ont été estimés pour le milieu du siècle (2041-2070) selon différents scénarios d'émission de gaz à effet de serre à partir des nouvelles projections climatiques de référence DRIAS-2020. Ils sont consultables sur un site dédié publié par Météo-France en novembre 2022.

## Urbanisme

### Typologie
Au 1er janvier 2024, Saint-Morel est catégorisée commune rurale à habitat dispersé, selon la nouvelle grille communale de densité à 7 niveaux définie par l'Insee en 2022.
Elle est située hors unité urbaine. Par ailleurs la commune fait partie de l'aire d'attraction de Vouziers, dont elle est une commune de la couronne,. Cette aire, qui regroupe 45 communes, est catégorisée dans les aires de moins de 50 000 habitants,.

### Occupation des sols
L'occupation des sols de la commune, telle qu'elle ressort de la base de données européenne d’occupation biophysique des sols Corine Land Cover (CLC), est marquée par l'importance des territoires agricoles (97,7 % en 2018), en augmentation par rapport à 1990 (96 %). La répartition détaillée en 2018 est la suivante : 
terres arables (86,9 %), prairies (9,1 %), zones urbanisées (2,3 %), zones agricoles hétérogènes (1,7 %). L'évolution de l’occupation des sols de la commune et de ses infrastructures peut être observée sur les différentes représentations cartographiques du territoire : la carte de Cassini (XVIIIe siècle), la carte d'état-major (1820-1866) et les cartes ou photos aériennes de l'IGN pour la période actuelle (1950 à aujourd'hui).

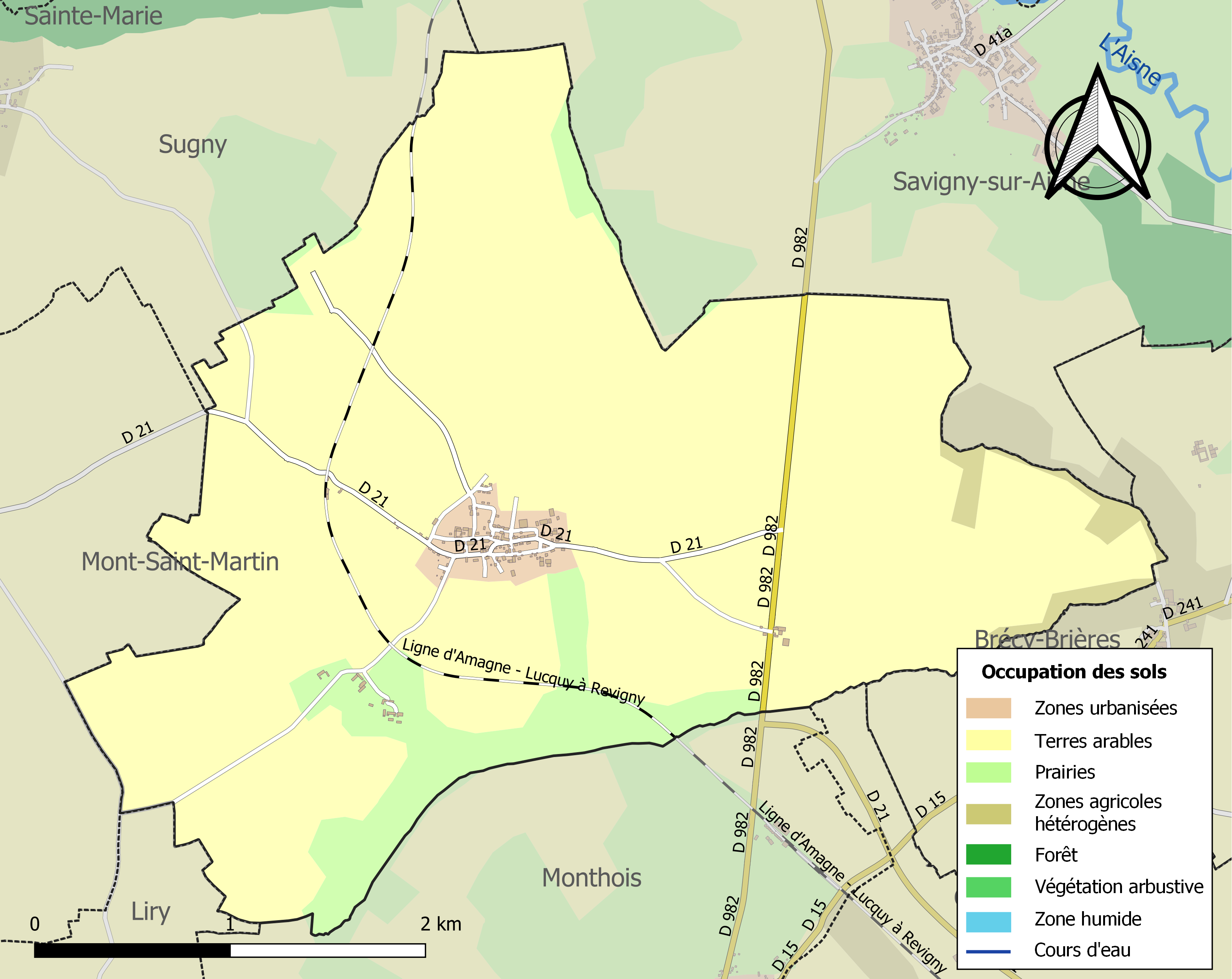
Carte des infrastructures et de l'occupation des sols de la commune en 2018 (CLC).

## Toponymie
Saint-Morel est attesté en 1348.
Saint-Morel est un hagiotoponyme.

## Histoire
Évacuation forcée du village du 26-27 avril 1917 jusqu'au 21 novembre 1918[réf. nécessaire].

## Démographie
L'évolution du nombre d'habitants est connue à travers les recensements de la population effectués dans la commune depuis 1793. Pour les communes de moins de 10 000 habitants, une enquête de recensement portant sur toute la population est réalisée tous les cinq ans, les populations de référence des années intermédiaires étant quant à elles estimées par interpolation ou extrapolation. Pour la commune, le premier recensement exhaustif entrant dans le cadre du nouveau dispositif a été réalisé en 2005.

En 2022, la commune comptait 181 habitants, en évolution de −15,02 % par rapport à 2016 (Ardennes : −2,97 %, France hors Mayotte : +2,11 %).
| 1793 | 1800 | 1806 | 1821 | 1831 | 1836 | 1841 | 1846 | 1851 |
| ---- | ---- | ---- | ---- | ---- | ---- | ---- | ---- | ---- |
| 392  | 405  | 415  | 405  | 415  | 422  | 412  | 401  | 397  |

| 1866 | 1872 | 1876 | 1881 | 1886 | 1891 | 1896 | 1901 | 1906 |
| ---- | ---- | ---- | ---- | ---- | ---- | ---- | ---- | ---- |
| 416  | 408  | 393  | 418  | 425  | 411  | 373  | 362  | 347  |

| 1911 | 1921 | 1926 | 1931 | 1936 | 1946 | 1954 | 1962 | 1968 |
| ---- | ---- | ---- | ---- | ---- | ---- | ---- | ---- | ---- |
| 340  | 383  | 322  | 293  | 300  | 231  | 262  | 228  | 259  |

| 1975 | 1982 | 1990 | 1999 | 2005 | 2006 | 2010 | 2015 | 2020 |
| ---- | ---- | ---- | ---- | ---- | ---- | ---- | ---- | ---- |
| 198  | 212  | 235  | 227  | 237  | 237  | 236  | 213  | 190  |

| 2022 | - | - | - | - | - | - | - | - |
| ---- | - | - | - | - | - | - | - | - |
| 181  | - | - | - | - | - | - | - | - |

## Lieux et monuments
- Église Saint-Maurice et ancien cimetière
- Château Maréchal
- Ferme de Corbon
- Stèle Roland-Garros (à l'extérieur du village, 3 km en direction du cimetière).

## Personnalités liées à la commune
- Roland Garros (1888-1918), aviateur, y est mort le 5 octobre 1918, lors d'un combat aérien, la veille de ses 30 ans.
- Eugène Cuif (1900-1982), homme politique et agriculteur, sénateur, président du conseil général et de la chambre d'agriculture des Ardennes, maire de Saint-Morel où il est né et mort.

## Héraldique
| Armes de Saint-Morel | Les armes de Saint-Morel se blasonnent ainsi : D’azur à la croix ancrée d’argent, chargé en cœur d’une tête de lion arrachée de gueules couronnée d’or, cantonnée en chef à dextre d’une molette d’éperon, en chef à senestre de trois épis de blé liés, en pointe à dextre d’une tour ouverte du champ et en pointe à senestre d’un annelet, le tout aussi d’or. |